# Liden skjaller
Liden skjaller (Rhinanthus minor) er en 10-40 cm høj urt, der vokser f.eks. på enge og i klitlavninger. Den snylter på andre planters rødder.

## Beskrivelse
Liden skjaller er en enårig, urteagtig plante med en opret og ugrenet vækst. Stænglen er hårløs og firkantet med modsatte blade. Bladene er uden stilk, og de er lancetformede med savtakket rand. Oversiden er blank og mørkegrøn, mens undersiden er lysegrøn.
Blomstringen foregår i Danmark i maj-august, hvor man finder blomsterne samlet i en endestillet klase. De enkelte blomster er 4-tallige og uregelmæssige med sammenvokset kronrør og frie kronflige. Frugten er en kapsel med mange frø.
Rodsystemet er ret spinkelt og består af en pælerod med siderødder, som etablerer kontakt med egnede værtplanter (bl.a. forskellige græsser), som de får vand og mineralske stoffer fra. Skjallerarternes parasitisme påvirker generelt omgivende græsarters overjordiske biomasse negativt, sådan at der dannes mindre tørstof pr. arealenhed, dog afhængigt af værtplanternes art..
Højde x bredde og årlig tilvækst: 0,30 x 0,15 m (30 x 15 cm/år).

## Udbredelse
Liden skjaller er udbredt på hele den nordlige halvkugle inklusiv Kaukasus, Sibirien og Nordamerika (herunder også i Grønland) samt i det meste af Europa. I Danmark findes den overalt.

## Habitat
Arten er knyttet til lysåbne voksesteder med en jord, som er neutral er kun svagt sur. Den tåler tørke, men klarer sig også på fugtige enge. Derfor findes den ofte i klitter og enge, på strandenge, overdrev og heder.
På Green Beach ved Birkdale nær Ainsdale-on-Sea ved Merseyflodens udmunding i det Irske hav, findes arten i klitter og strandenge sammen med bl.a. draphavre, alm. kællingetand, stedmoderblomst, bugtet kløver, gåsepotentil, høj stenkløver, korbær, krybhvene, krybende pil, markkrageklo, sandstar, strandasters og strandmandstro
| Portal | Portal:Botanik |